# Арбун (улус)
Арбу́н — улус в Курумканском районе Бурятии. Входит в сельское поселение «Барагхан».

## География
Расположен на левом берегу реки Баргузин, в 30 км по автодороге (9 км по прямой) к северо-западу от центра сельского поселения — улуса Барагхан.

## Население
| 2002 | 2010 |
| ---- | ---- |
| 30   | ↘8   |